# Настасиевка (Одесская область)
Настасиевка (укр. Настасіївка) — село, относится к Николаевскому району Одесской области Украины.
Население по переписи 2001 года составляло 656 человек. Почтовый индекс — 67022. Телефонный код — 8-04857. Занимает площадь 2,14 км².

## Местный совет
67022, Одесская обл., Николаевский р-н, с. Настасиевка, ул. Центральная, 3а